# Комітет Верховної Ради України з питань прав людини, національних меншин і міжнаціональних відносин
Комітет Верховної Ради України з питань прав людини, національних меншин і міжнаціональних відносин — колишній профільний комітет Верховної Ради України створений 4 грудня 2007 року..

## Сфери відання
Комітет здійснює законопроєктну роботу, готує, попередньо розглядає питання, віднесені до повноважень Верховної Ради України, та виконує контрольні функції у таких сферах відання:
- додержання прав і свобод людини і громадянина;
- діяльність Уповноваженого Верховної Ради України з прав людини;
- громадянство, статус іноземців та осіб без громадянства;
- регулювання збирання і використання персональних даних про особу (крім захисту інформації та персональних даних в інформаційно-телекомунікаційних системах);
- етнонаціональна політика, міжнаціональні відносини та права корінних народів і національних меншин в Україні;
- імміграція, біженці та надання притулку в Україні;
- законодавче забезпечення рівних прав та можливостей жінок і чоловіків;
- співробітництво з Радою Європи (РЄ), Організацією з безпеки і співробітництва в Європі (ОБСЄ) у сфері додержання (захисту) прав людини, національних меншин і міжнаціональних відносин;
- співробітництво з Управлінням Верховного комісара ООН у справах біженців, Міжнародною організацією з міграції, Комісією ООН з прав людини відповідно до статутних завдань зазначених організацій, що збігаються з компетенцією Комітету;
- співробітництво з національними установами країн — членів СНД з питань захисту прав людини, національних меншин, міжнаціональних відносин та міграційних процесів;
- забезпечення зв'язків з українцями за кордоном.

## Склад комітету станом на1 грудня2009року
- Зарубінський Олег Олександрович — Голова Комітету;
- Таран Віктор Васильович — Перший заступник голови Комітету;
- Попеску Іван Васильович — Заступник голови Комітету;
- Сподаренко Іван Васильович — Секретар Комітету;
- Павленко Едуард Іванович — Голова підкомітету з питань прав людини;
- Храпов Сергій Анатолійович — Голова підкомітету з питань міжнаціональних відносин;
- Бондаренко Олена Федорівна — Голова підкомітету з міжнародно-правових питань та гендерної політики;
- Джемілєв Мустафа — Голова підкомітету з питань корінних народів, національних меншин, етнічних груп, депортованих народів та національних меншин;
- Гнаткевич Юрій Васильович — Голова підкомітету з питань жертв політичних репресій, етнополітики, упередження національних конфліктів, біженців, міграції та у зв'язках з українцями, які проживають за кордоном.

## Склад VII скликання[2]
Керівництво:
- Пацкан Валерій Васильович — Голова Комітету
- Шевченко Андрій Віталійович — Перший заступник голови Комітету
- Луценко Ірина Степанівна — Заступник голови Комітету, голова підкомітету з питань гендерної рівності
- Герман Ганна Миколаївна — Заступник голови Комітету
- Гайдош Іштван Ференцович — Секретар Комітету
- Самойленко Василь Петрович — Голова підкомітету з питань прав людини
- Попеску Іван Васильович — Голова підкомітету з питань міжнаціональних відносин
- Джемілєв Мустафа — Голова підкомітету з питань етнополітики, прав корінних народів та національних меншин України, жертв політичних репресій
- Бенюк Богдан Михайлович — Голова підкомітету з питань міграційної політики, громадянства, статусу іноземців та осіб без громадянства, біженців та у зв'язках з українцями, які проживають за кордоном[3].

## Склад VIII скликання[4]
Керівництво:
- голова Комітету — Немиря Григорій Михайлович
- перший заступник голови Комітету — Пацкан Валерій Васильович
- заступник голови Комітету — Логвинський Георгій Володимирович
- секретар Комітету — Рабінович Вадим Зіновійович

Члени:
- Брензович Василь Іванович
- Джемілєв Мустафа
- Суслова Ірина Миколаївна
- Тимошенко Юлія Володимирівна
- Фельдман Олександр Борисович
- Чубаров Рефат Абдурахманович[5].